# Teichwolframsdorf
Teichwolframsdorf – dzielnica gminy Mohlsdorf-Teichwolframsdorf w Niemczech, w kraju związkowym Turyngia, w powiecie Greiz.
Do 31 grudnia 2011 była to gmina samodzielna, której niektóre zadania administracyjne realizowane były przez miasto Berga/Elster, pełniące funkcję „gminy realizującej” (niem. erfüllende Gemeinde).